# Gliese 180 c
Gliese 180 c o GJ 180 c è un pianeta extrasolare distante 38 anni luce dalla Terra e orbitante intorno alla stella Gliese 180. Di tale sistema fa parte anche Gliese 180 b, scoperto anch'esso con il metodo della velocità radiale nel 2014.

## Caratteristiche e abitabilità
L'orbita del pianeta si trova all'interno della zona abitabile di Gliese 180. Il periodo orbitale è di 24,33 giorni, la sua massa minima è 6,3 volte quella della Terra, mentre il raggio nel caso si trattasse di un pianeta roccioso, potrebbe essere 1,77 volte quello terrestre, quindi sarebbe, in questo caso, catalogabile come una super Terra.
È stato stimato che la sua somiglianza con la Terra è del 77%, la sua temperatura di equilibrio è di 239 K, 16 K in meno della temperatura di equilibrio terrestre, che non tiene conto dell'effetto serra causato dall'atmosfera. Nel caso di Gliese 180 b, data la maggior massa rispetto a quella della Terra, l'effetto serra potrebbe essere più consistente e la temperatura risultare maggiore di quella terrestre.